# Ivanča
Ivanča, település Szerbiában, a Raškai körzet Novi Pazar községében.

## Népesség
2002-ben 813 lakosa volt, melyből 786 bosnyák (96,67%), 24 szerb (2,95%), 2 muzulmán és 1 ismeretlen nemzetiségűnek vallotta magát.
A népesség alakulása 1948 óta:
| Év   | Lakosság |
| ---- | -------- |
| 1948 | 228      |
| 1953 | 288      |
| 1961 | 333      |
| 1971 | 387      |
| 1981 | 473      |
| 1991 | 663      |
| 2002 | 813      |